# 總司令

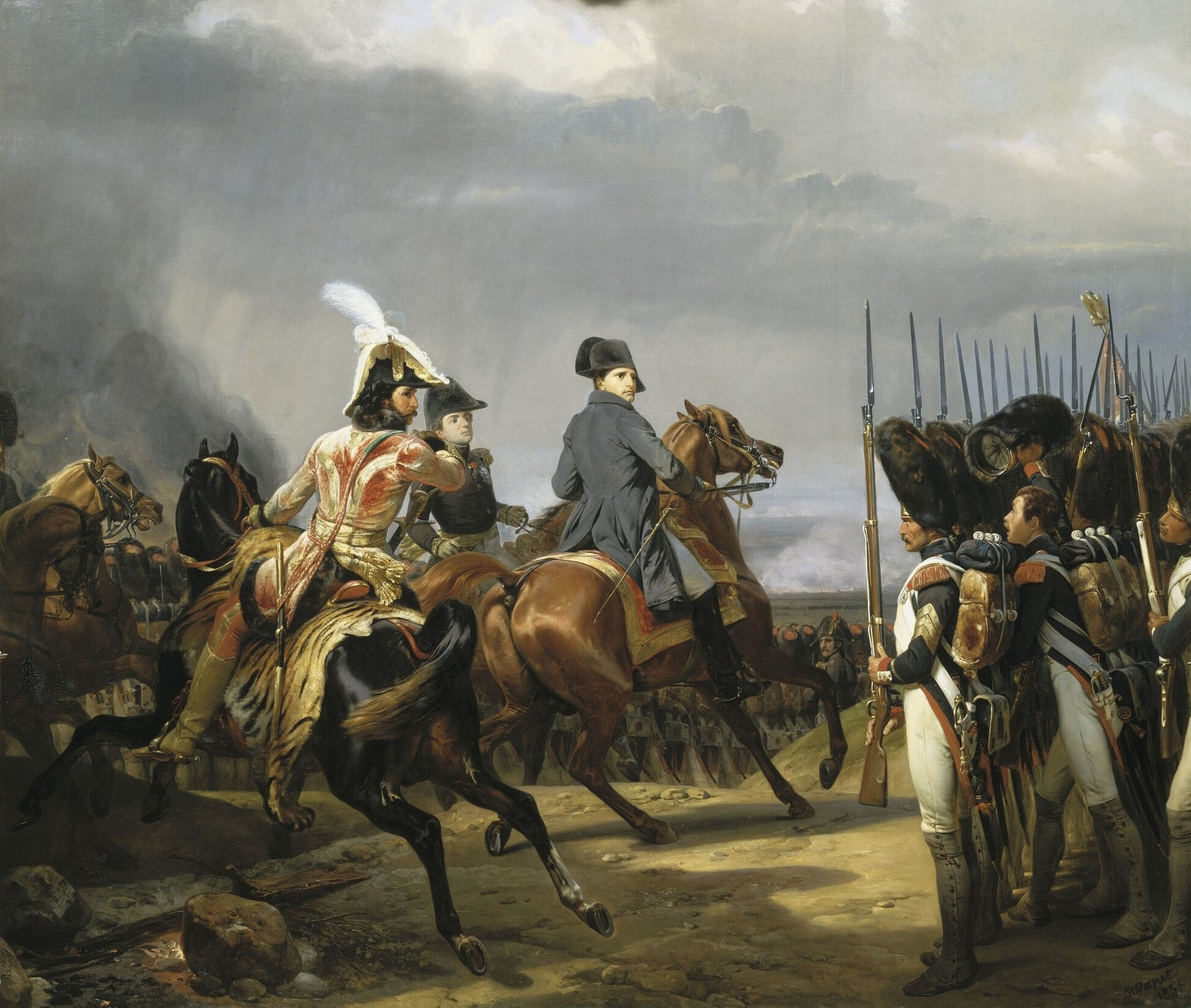
在耶拿-奧爾施泰特戰役中檢閱老近卫军的拿破崙一世，其為法蘭西帝國的總司令

總司令（英語：Commander-in-chief）是武装部队的指挥官职位，但是具体职务高低不一而定。如居最高指揮權限職位，則可稱為統帥（舊稱「大元帥」）。
类似有中国人民解放军总司令（此職已撤銷，只有朱德一人曾擔任）之类的，总司令可分为：一個國家軍隊的最高指挥官性质的总司令；陆军总司令、海军总司令、空军总司令等以军兵种区分最高指挥官性质的总司令；国民革命军第十八集团军总司令等战役单位部队指挥官性质的总司令。

## 由國家元首行使指揮權的國家
| 國家                | 國家元首 兼 最高統帥 | 軍事領導機構             | 備註                                                                                  |
| ------------------- | -------------------- | ------------------------ | ------------------------------------------------------------------------------------- |
| 阿富汗伊斯蘭酋長國  | 阿富汗最高领袖       | 阿富汗领导委员会和国防部 | 國家政治體制為神權政體。                                                              |
| 阿尔巴尼亚          | 阿爾巴尼亞總統       | 阿爾巴尼亞國防部         | 政治體制為單一制和議會共和制國家。 總統根據總理的意見行使權力。                       |
| 阿根廷              | 阿根廷總統           | 阿根廷國防部             | 政治體制為總統制和共和制國家。                                                        |
|                     | 澳洲總督             | 澳大利亞國防部           | 政治體制為君主立憲制和聯邦制國家。 總督根據總理的意見行使權力。                       |
| 奥地利              | 奧地利總統           | 奥地利國防部             | 政治體制為議會制和共和制國家。 總統根據總理的意見行使權力。                           |
|                     | 孟加拉國總統         | 孟加拉國國防部           | 政治體制為議會制和共和制國家。 總統根據總理的意見行使權力。                           |
| 巴西                | 巴西總統             | 巴西國防部               | 政治體制為總統制和共和制國家。                                                        |
|                     | 文萊苏丹             | 汶萊國防部               | 國家政治體制為君主專制。 君主直接掌握軍隊。                                           |
| 加拿大              | 加拿大總督           | 加拿大國防部             | 政治體制為君主立憲制和議會民主制國家。 總督根據總理的意見行使權力。                   |
|                     | 克罗地亞總統         | 克罗地亚国防部           | 政治體制為議會民主制和共和制國家。 總統根據總理的意見行使權力。                       |
| 捷克                | 捷克總統             | 捷克國防部               | 政治體制為議會民主制和共和制國家。 總統根據總理的意見行使權力。                       |
| 丹麦                | 丹麥君主             | 丹麦国防部               | 政治體制為君主立憲制和議會民主制國家。 君主根據總理的意見行使權力。                   |
|                     | 多米尼加總統         | 多米尼加國防部           | 政治體制為總統制和共和制國家。                                                        |
| 埃及                | 埃及總統             | 埃及國防部               | 政治體制為半總統制和共和制國家。                                                      |
| 芬兰                | 芬蘭總統             | 芬蘭國防部               | 政治體制為共和制和半總統制國家。                                                      |
| 法國                | 法國總統             | 法國國防部               | 政治體制為共和制和半總統制國家。                                                      |
|                     | 加納總統             | 加納國防部               | 政治體制為共和制和總統制國家。                                                        |
|                     | 圭亞那總統           | 圭亞那國防部             | 政治體制為共和制和總統制國家。                                                        |
| 印度                | 印度總統             | 印度國防部               | 政治體制為共和制和議會制國家。 總統根據總理的意見行使權力。                           |
| 印度尼西亞          | 印度尼西亞總統       | 印度尼西亞國防部         | 政治體制為總統制和共和制國家。                                                        |
| 伊朗                | 伊朗最高领袖         | 伊朗國防部               | 國家政治體制為總統制和神權政治。 總統權力受最高領袖制約，武裝部隊直接對最高領袖負責。 |
| 義大利              | 義大利總統           | 義大利國防部             | 政治體制為議會民主制和共和制國家。 總統根據總理的意見行使權力。                       |
|                     | 肯尼亞總統           | 肯尼亞國防部             | 政治體制為總統制和共和制國家。                                                        |
| 马来西亚            | 馬來西亞最高元首     | 馬來西亞國防部           | 政治體制為選舉君主制和議會君主制國家。 國家元首根據總理的意見行使權力。               |
| 模里西斯            | 毛里求斯總統         | 毛里求斯國防部           | 政治體制為議會民主制和共和制國家。 總統根據總理的意見行使權力。                       |
| 奈及利亞            | 尼日利亞總統         | 尼日利亞國防部           | 政治體制為總統制和共和制國家。                                                        |
| 挪威                | 挪威君主             | 挪威國防部               | 政治體制為議會民主制和君主立憲制國家。 君主根據總理的意見行使權力。                   |
| 巴基斯坦            | 巴基斯坦總統         | 巴基斯坦國防部           | 政治體制為議會制和共和制國家。 總統根據總理的意見行使權力。                           |
| 菲律賓              | 菲律賓總統           | 菲律賓國防部             | 政治體制為總統制和共和制國家。                                                        |
| 波蘭                | 波蘭總統             | 波蘭國防部               | 政治體制為議會制和共和制國家。 總統根據總理的意見行使權力。                           |
| 葡萄牙              | 葡萄牙總統           | 葡萄牙國防部             | 政治體制為半總統制和共和制國家。                                                      |
| 中華民國 · （臺灣） | 中華民國總統         | 中華民國國防部           | 政治體制為半總統制和共和制國家。                                                      |
| 俄羅斯              | 俄羅斯總統           | 俄羅斯國防部             | 政治體制為半總統制和共和制國家。                                                      |
| 沙烏地阿拉伯        | 沙特阿拉伯國王       | 沙特阿拉伯國防部         | 政治體制為君主專制和政教合一國家。                                                    |
| 塞爾維亞            | 塞爾維亞總統         | 塞爾維亞國防部           | 政治體制為半總統制和共和制國家。                                                      |
| 斯洛維尼亞          | 斯洛文尼亞總統       | 斯洛文尼亞國防部         | 政治體制為議會制和共和制國家。 總統根據總理的意見行使權力                             |
|                     | 大韓民國總統         | 大韓民國國防部           | 政治體制為總統制和共和制國家。                                                        |
| 西班牙              | 西班牙君主           | 西班牙國防部             | 政治體制為議會民主制和君主立憲制國家。 君主根據總理的意見行使權力。                   |
| 斯里蘭卡            | 斯里蘭卡總統         | 斯里蘭卡國防部           | 政治體制為半總統制和共和制國家。                                                      |
| 苏里南              | 蘇里南總統           | 蘇里南國防部             | 政治體制為總統制和共和制國家。                                                        |
|                     | 斯威士蘭國王         | 斯威士蘭國防部           | 政治體制為君主立憲制和議會制國家。 君主直接掌握軍隊。                                 |
| 泰國                | 泰國國王             | 泰國國防部               | 政治體制為君主立憲制和议会制國家。 君主根據總理的意見行使權力。                       |
| 土耳其              | 土耳其總統           | 土耳其國防部             | 政治體制為總統制和共和制國家。                                                        |
| 英国                | 英國君主             | 英國國防部               | 政治體制為君主立憲制和議會制國家。 君主根據首相的意見行使權力。                       |
| 愛爾蘭              | 愛爾蘭總統           | 愛爾蘭國防部             | 政治體制為議會民主制和共和制國家。 總統根據總理的意見行使權力。                       |
| 美国                | 美國總統             | 美國國防部               | 政治體制為總統制和共和制國家。                                                        |
| 委內瑞拉            | 委內瑞拉總統         | 委內瑞拉國防部           | 政治體制為總統制和共和制國家。                                                        |

## 由非國家元首行使指揮權或其他情況的國家
| 国家   | 最高統帥                     | 军事领导机构 军事领导职务                | 备注 |
| ------ | ---------------------------- | ---------------------------------------- | --- |
| 日本   | 內閣總理大臣                 | 日本防卫省                               | 天皇不是憲法的最高統帥，內閣總理大臣（首相）是宪法的最高统帅，拥有自卫队最高指挥监督权。 |
| 中國   | 中央军委主席兼联指总指挥     | 中国共产党和中華人民共和國中央军事委员会 | 中国最高领导人同時擔任中央军委主席和中央军委联指总指挥，领导中国人民解放军，中國國家主席不是憲法规定的最高統帥，根據「黨指揮槍」原則，中國共產黨中央軍事委員會是統帥全軍的最高軍事指揮機關，实行军委主席负责制。 |
|        | 武装力量最高司令官           | 朝鮮勞動黨中央軍事委員會                 | 朝鲜最高领导人兼任武装力量最高司令官和朝鲜劳动党中央军事委员会委员长，领导朝鲜人民军。 |
| 越南   | 中央軍委書記                 | 越南共產黨中央軍事委員會                 | 越南國家主席為憲法上的最高統帥，根據「黨指揮槍」原則，越南共產黨中央軍事委員會是統帥全軍的最高軍事指揮機關。 |
|        | 中央國防與治安委員會主席     | 老撾人民革命黨中央國防與治安委員會       | 老挝國家主席為憲法上的最高統帥，根據「黨指揮槍」原則，老挝人民革命黨中央國防與治安委員會是統帥全軍的最高軍事指揮機關。                                                                                           |
| 古巴   | 武装力量總司令               | 革命武裝力量部                           | 古巴國家主席為憲法上的最高統帥，但根據「黨指揮槍」原則，古巴共產黨中央委員會（武裝力量總司令）才是統帥全軍的最高軍事指揮機關。                                                                                   |
| 德国   | 德國總理                     | 德國聯邦國防部                           | 德國聯邦國防軍平時由國防部長擔任總司令領導。宣佈緊急狀態後由德國總理領導。 |
| 以色列 | 以色列總理                   | 以色列国防部                             | |
| 馬爾他 | 馬耳他總理                   | 马耳他国防部                             | |
| 緬甸   | 緬甸總理、國家管理委員會主席 | 緬甸國防部                               | 事實上由緬甸國防軍總司令獨立領導，但尊奉緬甸總統為名義上的最高統帥。 |
| 荷蘭   | 荷兰首相                     | 荷兰国防部                               | |
| 瑞典   | 瑞典首相                     | 瑞典国防部                               | |
| 瑞士   | 瑞士聯邦委員會               | 瑞士联邦国防部                           | |

## 中华民国的总司令
- 国民革命军总司令部：1926年7月7日开始北伐时广州国民政府公布《国民革命军总司令部组织大纲》，设立的最高军事指挥机构。总司令蒋介石。下辖司令部及总政治部。司令部设参谋长，下辖参谋、副官、军需、军医、军法、军械、交通、航空八处，处下设科。总政治部设主任、副主任各一人，下设组织、宣传、训练、党务、总务五科。1928年8月国民党二届五中全会通过《整理军事案》，撤销总司令，改组为军政部、参谋本部、训练总监部及军事参议院。
- 陆海空军总司令部：南京国民政府最高军事指挥机关。1929年3月成立，直隶于国民政府。内设办公厅、机要室及参谋、副官、军法、军医、交通、经理等六处。1931年10月底撤销。陆海空军总司令蒋介石。陆海空军副司令张学良（注意职名中没有“总”字）
- 抗日战争中组建的各集团军的正副主官称为总司令、副总司令。
- 同盟國中國戰區中國陸軍總司令部：1944年12月－1946年5月31日。总司令何应钦
- 陆军总司令部
- 空军总司令部
- 海军总司令部
- 聯勤總司令部
- 东北剿匪总司令部：总司令卫立煌
- 徐州剿匪总司令部：总司令刘峙
- 华中剿匪总司令部：总司令白崇禧
- 淞沪警备总司令部
- 南京卫戍总司令部：总司令张耀明，副总司令陈沛、舒适存
- 台湾防卫总司令部：1950年3月20日设立。当时陆军总司令部与台湾防卫总司令部址乃同一驻所。总司令孙立人，副总司令兼参谋长舒适存
- 臺灣警備總司令部

## 延伸阅读
[在维基数据编辑]
 《欽定古今圖書集成·明倫彙編·官常典·將帥部》，出自陈梦雷《古今圖書集成》